# Lista de singles número um na UK R&B Chart em 2011
Este anexo lista os singles número um na R&B Singles Chart em 2011. A tabela musical classifica o desempenho de canções de género R&B no Reino Unido. É anunciada todos os domingos através da rádio BBC Radio 1, os dados são recolhidos pela The Official Charts Company, baseados nas vendas semanais físicas e digitais do género.

## Histórico
| Data             | Canção                            | Artista(s)                        | Melhor posição na UK Singles Chart | Referência(s) |
| ---------------- | --------------------------------- | --------------------------------- | ---------------------------------- | ------------- |
| 1 de Janeiro     | "What's My Name?"(1)              | Rihanna com Drake                 | 1                                  | [ 1 ]         |
| 8 de Janeiro     | "What's My Name?"(1)              | Rihanna com Drake                 | 1                                  | [ 2 ]         |
| 15 de Janeiro(2) | "What's My Name?"(1)              | Rihanna com Drake                 | 1                                  | [ 3 ]         |
| 22 de Janeiro    | "What's My Name?"(1)              | Rihanna com Drake                 | 1                                  | [ 4 ]         |
| 29 de Janeiro    | "Coming Home"                     | Diddy-Dirty Money com Skylar Grey | 4                                  | [ 5 ]         |
| 5 de Fevereiro   | "Coming Home"                     | Diddy-Dirty Money com Skylar Grey | 4                                  | [ 6 ]         |
| 12 de Fevereiro  | "Coming Home"                     | Diddy-Dirty Money com Skylar Grey | 4                                  | [ 7 ]         |
| 19 de Fevereiro  | "Champion"                        | Chipmunk com Chris Brown          | 2                                  | [ 8 ]         |
| 26 de Fevereiro  | "Champion"                        | Chipmunk com Chris Brown          | 2                                  | [ 9 ]         |
| 5 de Março       | "S&M"                             | Rihanna                           | 3                                  | [ 10 ]        |
| 12 de Março      | "S&M"                             | Rihanna                           | 3                                  | [ 11 ]        |
| 19 de Março      | "S&M"                             | Rihanna                           | 3                                  | [ 12 ]        |
| 26 de Março      | "S&M"                             | Rihanna                           | 3                                  | [ 13 ]        |
| 2 de Abril       | "S&M"                             | Rihanna                           | 3                                  | [ 14 ]        |
| 9 de Abril(2)    | "On the Floor"(1)                 | Jennifer Lopez com Pitbull        | 1                                  | [ 15 ]        |
| 16 de Abril(2)   | "On the Floor"(1)                 | Jennifer Lopez com Pitbull        | 1                                  | [ 16 ]        |
| 23 de Abril      | "On the Floor"(1)                 | Jennifer Lopez com Pitbull        | 1                                  | [ 17 ]        |
| 30 de Abril      | "Unorthodox"                      | Wretch 32 com Example             | 2                                  | [ 18 ]        |
| 7 de Maio        | "The Lazy Song"(1)                | Bruno Mars                        | 1                                  | [ 19 ]        |
| 14 de Maio       | "The Lazy Song"(1)                | Bruno Mars                        | 1                                  | [ 20 ]        |
| 21 de Maio(2)    | "The Lazy Song"(1)                | Bruno Mars                        | 1                                  | [ 21 ]        |
| 28 de Maio       | "The Lazy Song"(1)                | Bruno Mars                        | 1                                  | [ 22 ]        |
| 4 de Junho       | "The Lazy Song"(1)                | Bruno Mars                        | 1                                  | [ 23 ]        |
| 11 de Junho      | "I Need a Dolar"                  | Aloe Blacc                        | 2                                  | [ 24 ]        |
| 18 de Junho      | "I Need a Dolar"                  | Aloe Blacc                        | 2                                  | [ 25 ]        |
| 25 de Junho      | "Spaceship"                       | Tinchy Stryder & Dappy            | 5                                  | [ 26 ]        |
| 2 de Julho(2)    | "Don't Wanna Go Home"(1)          | Jason Derülo                      | 1                                  | [ 27 ]        |
| 9 de Julho(2)    | "Don't Wanna Go Home"(1)          | Jason Derülo                      | 1                                  | [ 28 ]        |
| 16 de Julho      | "How We Roll"(1)                  | Loick Essien com Tanya Lacey      | 2                                  | [ 29 ]        |
| 23 de Julho      | "Best Thing I Never Had"          | Beyoncé Knowles                   | 3                                  | [ 30 ]        |
| 30 de Julho      | "Best Thing I Never Had"          | Beyoncé Knowles                   | 3                                  | [ 31 ]        |
| 6 de Agosto(2)   | "She Makes Me Wanna"(1)           | JLS com Dev                       | 1                                  | [ 32 ]        |
| 13 de Agosto     | "She Makes Me Wanna"(1)           | JLS com Dev                       | 1                                  | [ 33 ]        |
| 20 de Agosto     | "She Makes Me Wanna"(1)           | JLS com Dev                       | 1                                  | [ 34 ]        |
| 27 de Agosto(2)  | "Don't Go"(1)                     | Wretch 32 com Josh Kumra          | 1                                  | [ 35 ]        |
| 3 de Setembro    | "Don't Go"(1)                     | Wretch 32 com Josh Kumra          | 1                                  | [ 36 ]        |
| 10 de Setembro   | "You Need Me I Don't Need You"    | Ed Sheeran                        | 4                                  | [ 37 ]        |
| 17 de Setembro   | "Party All Night (Sleep All Day)" | Sean Kingston                     | 9                                  | [ 38 ]        |
| 24 de Setembro   | "Party All Night (Sleep All Day)" | Sean Kingston                     | 9                                  | [ 39 ]        |
| 1 de Outubro(2)  | "No Regrets"(1)                   | Dappy                             | 1                                  | [ 40 ]        |
| 8 de Outubro     | "No Regrets"(1)                   | Dappy                             | 1                                  | [ 41 ]        |
| 15 de Outubro    | "No Regrets"(1)                   | Dappy                             | 1                                  | [ 42 ]        |
| 22 de Outubro    | "Stereo Hearts"                   | Gym Class Heroes com Adam Levine  | 3                                  | [ 43 ]        |
| 29 de Outubro    | "Stereo Hearts"                   | Gym Class Heroes com Adam Levine  | 3                                  | [ 44 ]        |
| 5 de Novembro(2) | "Read All About It"(1)            | Professor Green com Emeli Sandé   | 1                                  | [ 45 ]        |
| 12 de Novembro   | "Read All About It"(1)            | Professor Green com Emeli Sandé   | 1                                  | [ 46 ]        |
| 19 de Novembro   | "Take a Chance on Me"             | JLS                               | 2                                  | [ 47 ]        |
| 26 de Novembro   | "Good Feeling"                    | Flo Rida                          | 2                                  | [ 48 ]        |
| 3 de Dezembro    | "Good Feeling"                    | Flo Rida                          | 2                                  | [ 49 ]        |
| 10 de Dezembro   | "Good Feeling"                    | Flo Rida                          | 2                                  | [ 50 ]        |
| 17 de Dezembro   | "Dedication to My Ex (Miss That)" | Lloyd com André 3000 e Lil Wayne  | 3                                  | [ 51 ]        |
| 24 de Dezembro   | "Dedication to My Ex (Miss That)" | Lloyd com André 3000 e Lil Wayne  | 3                                  | [ 52 ]        |
| 31 de Dezembro   | "Good Feeling"                    | Flo Rida                          | 2                                  | [ 53 ]        |

Notas
- Nota 1: Também alcançou a primeira posição na UK Singles Chart.
- Nota 2: Foi simultaneamente número um na UK Singles Chart.